# Calliscelio flavus
Calliscelio flavus är en stekelart som först beskrevs av Alan Parkhurst Dodd 1913.  Calliscelio flavus ingår i släktet Calliscelio och familjen Scelionidae. Inga underarter finns listade.